# Калавера

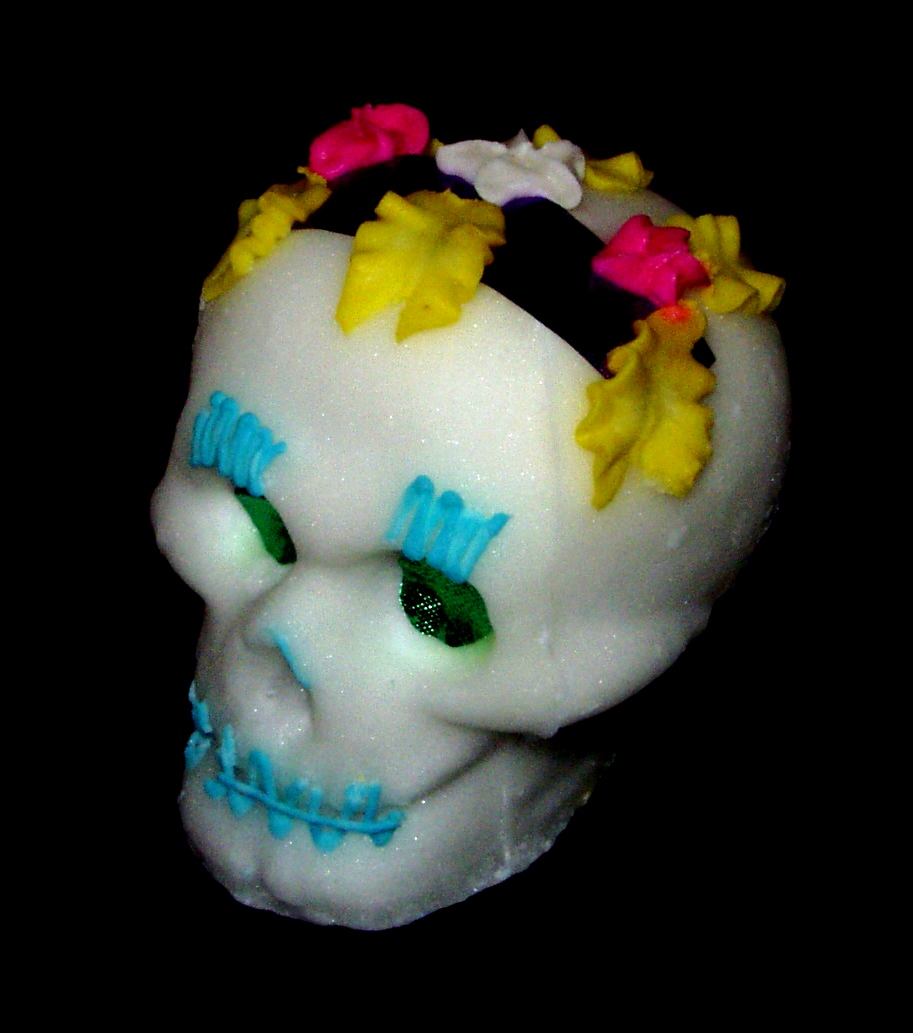
«Цукрова калавера» — коднитерський виріб у формі черепа, зроблений з цукру, шоколаду і амаранту.

Калавера (ісп. calavera — «череп») — мексиканський символ Дня мертвих. Це слово може означати цілий ряд виробів, асоційованих із святом.
Цукрові калавери (calaveras de azúcar) — кондитерський виріб, що використовується для прикрашення вівтарів та вживається в їжу під час святкування.
Калавери — вірші, що пишуть до Дня мертвих, призначені з гумором розглядати життя і смерть людини.
Калавера також може означати будь-яке художнє зображення черепа, відомим прикладом таких зображень є серія гравюр Хосе Гвадалупи Посади.